# The Car
The Car (conocida como El auto en México y Asesino invisible en Hispanoamérica) es una película de 1977, perteneciente al género "suspense",  dirigida por Elliot Silverstein y escrita por Michael Butler, Dennis Shryack y Lane Slate. Los protagonistas del film son James Brolin, Kathleen Lloyd, John Marley, y Ronny Cox. La cinta narra la historia de un auto Lincoln Continental misterioso que emprende un recorrido en el cual aterroriza y asesina ciudadanos de un pequeño pueblo estadounidense.
La película fue producida y distribuida por Universal Pictures, y se nota en ella la influencia de varias películas llamadas "road movies" (o "películas de caminos", donde los personajes y la trama se desarrollan en caminos y en vehículos, algunas veces en movimiento) muy frecuentes en los años 70s, como por ejemplo la película Duel de Steven Spielberg de 1971, también perteneciente al género "thriller" y la película Death Race 2000 de Roger Corman de 1975.

## Argumento
El filme ubica la acción en el pueblo ficticio de Santa Ynez, en Utah, Estados Unidos. Dos ciclistas circulan por un puente sobre un cañón y un Lincoln Continental Mark III 1971, color negro, los sigue. En el puente los embiste y los precipita al vacío por encima de las barandas del puente, matándolos.
La policía del lugar ve así la primera de una serie de muertes por atropello de auto y huida, aparentemente producidas por el mismo auto, un auto negro personalizado pero que no lleva matrícula ni identificación alguna, lo que hace muy difícil su individualización. El sheriff Everett Peck (John Marley) obtiene una pista cuando el coche es visto por un hombre llamado Amos Clemens (R. G. Armstrong) tras haber atropellado a una persona que estaba haciendo autoestop. Después de que el auto se haya cobrado la vida de su cuarta víctima, el sheriff, recae sobre el capitán Wade Parent (James Brolin) la tarea de detener las muertes. Durante su investigación, un testigo ocular declara que el auto no tenía conductor, como tampoco había persona alguna en él.
Pese a los cordones policiales puestos en los caminos de toda el área de los ataques, el auto sigue entrando al pueblo y ataca a la banda de música de la escuela del pueblo mientras están practicando para un show. Persigue al grupo de estudiantes y profesores, entre los que estaba la novia de Wade, Lauren (Kathleen Lloyd), hasta que entran en un cementerio. Curiosamente, el auto no entra al cementerio, que es terreno consagrado. Lauren se vuelve hacia el auto para increparlo, desafiante y convencida de que se está dirigiendo a un conductor de carne y hueso, sin darse cuenta de que dentro de él no hay nadie. Entonces, claramente enfurecido, el auto destruye los laterales de ladrillo del portón del cementerio y escapa. La policía persigue al auto por algunos caminos que toma a través del desierto, hasta que deja de escapar, se detiene súbitamente y decide enfrentarlos, destruyendo algunos autos patrulla y matando a cinco policías. Luego continúa huyendo, pero en determinado momento el auto se detiene, Wade se le aproxima y comprueba sorprendido que ninguno de sus disparos ha causado el menor daño en el auto, ni siquiera en sus cristales o neumáticos. Quiere abrir la puerta, pero se da cuenta de que esta carece de manija. Pasados unos instantes, el auto abre violentamente la puerta, golpeando a Wade y arrojándolo lejos antes de arrancar y perderse de vista.
Encontrar al auto se vuelve entonces un tema de venganza personal para Wade, cuando el auto acosa y elimina a Lauren pasando a toda velocidad a través de su casa y atropellándola en el momento en que ella está al teléfono hablando con él. Uno de los policías de Wade, Luke (Ronny Cox), expresa que eso fue en venganza por los insultos proferidos por Lauren en el cementerio, y también pone de manifiesto el hecho de que el auto no puede entrar, al parecer, en terrenos o lugares santos o consagrados. Wade entonces concibe un plan para emboscar al auto guiándolo hacia un sitio previamente preparado en los cañones rocosos de las afueras del pueblo donde, mediante una explosión, sepultará al auto bajo toneladas de roca cuando aparezca. Luego se dirige hacia su casa y ve que el auto lo está esperando en la puerta de su propio garaje, por lo que se ve en la necesidad de poner en marcha el plan inmediatamente. Se hace perseguir por el auto hasta el sitio donde prepararon la trampa y esta da resultado, aparentemente destruyendo el auto y sepultándolo bajo toneladas de escombros. En ese momento, en el humo proveniente de la explosión y el incendio del auto, los agentes de policía pueden observar un rostro demoníaco esbozado en él, hecho que los perturba. 
Las escenas finales muestran a un Wade negándose a creer lo sucedido y lo que el grupo de policías vio en la humareda de la explosión (el rostro demoníaco), pero el agente Johnson mantiene su versión de los hechos. El film termina mostrando, en algunos breves planos al auto yendo despacio, sin intenciones de ser visto u oído, por las calles del pueblo, mostrándose así claramente que "sobrevivió" a la trampa.

## Personajes principales
- James Brolin – Capitán de Policía Wade Parent
- Kathleen Lloyd – Lauren Humphries
- John Marley – Sheriff Everett Peck
- R. G. Armstrong – Amos Clemens
- John Rubinstein – John Morris
- Kim Richards – Lynn Marie Parent
- Kyle Richards – Debbie Parent
- Doris Dowling – Bertha Clemens
- Ronny Cox – Agente de la Policía Luke Johnson

## Recepción de la Crítica
El film fue criticado por malos diálogos y malas interpretaciones. Recibió solamente el 18% de aprobación en Rotten Tomatoes. El crítico de cine del Chicago Tribune Gene Siskel le dio solamente una estrella en su valoración y el artículo que publicó sobre este filme se titulaba "The Cinematic Turkey of 1977", algo así como "el bodrio cinematográfico de 1977".

## Producción
El auto, manipulado por el ente protagónico del film, es una versión customizada de un  Lincoln Continental Mark III cuyo diseño, modificado para hacerle lucir malvado y siniestro, fue obra del diseñador y personalizador de autos, George Barris, conocido por haber sido el creador del batimovil usado en la serie Batman, del año 1966.
Según se comenta en IMDb para el film se usaron 4 vehículos, uno de ellos para las escenas principales y los 3 restantes para las acrobacias y escenas más riesgosas. Para ese aspecto siniestro se hizo el techo del auto tres pulgadas (7,6 cm) más bajo de lo habitual y se modificaron sus guardabarros laterales para hacerlos más altos y largos. La carrocería usada en los  4 coches se pintó en color acero, perla y carbón. Las ventanas estaban laminadas en dos tonos diferentes, ahumado en el interior y ámbar en el exterior, para que se pudiera ver hacia afuera pero no hacia adentro.
Para el sonido distintivo de la bocina, una campana rectangular Hadley Ambassador, sonaba en un patrón rítmico equivalente, según el director del film, a la letra "X" en código Morse lo que termina de dar ese aspecto siniestro que se buscaba. Para su producción, durante 10 meses 12 hombres trabajaron en los 4 modelos usados, con un presupuesto que rondo los 84 mil USD. En el film se emplea como tema principal  una versión retrabajada orquestalmente de la Symphonie Fantastique de Berlioz, que se repite en cada escena donde el auto inicia la persecución, dando ese halo sobrenatural y siniestro. Algunas imágenes de la película aparecen al final del episodio "Trust Doesn't Rust" de la serie Knight Rider, cuando KARR es destruido al precipitarse por un acantilado.

## Secuela
En el año 2019 se estrenó "The Car: Road to Revenge"  estrenada en Latinoamérica como "El auto: Camino a la venganza". El film fue dirigido por G.J. Echternkamp  La trama cuenta de un fiscal de distrito salvajemente asesinado, lanzado desde un edificio a bordo de su coche nuevo, quien regresa a buscar venganza desde el más allá, a bordo de su auto. El film se desarrolla en una ciudad de estilo ciberpunk dilapidada por el crimen y la corrupción.

## Otros idiomas
- Francés – Enfer Mécanique (lit. Infierno mecánico)
- Alemán – Der Teufel auf Rädern (lit. El diablo sobre ruedas)
- Italiano – La macchina nera (lit. El coche negro)
- Japonés – ザ・カー – Za Kā
- Portugués – O Carro: Máquina do Diabo (El auto: máquina del diablo)